# 싱크 필터
싱크 필터(Sinc filter)는 차단 주파수이상의 주파수를 모두 차단하는 신호 필터이다. 벽돌 필터는 싱크 필터의 일종이다.

## 같이 보기
- 싱크함수